# Telephone (dal)
A Telephone Lady Gaga amerikai énekesnő dala a The Fame Monster (2009) című harmadik középlemezéről (EP), amely a The Fame (2008) című debütáló stúdióalbumának újrakiadása. A Beyoncé amerikai énekesnő közreműködésével készült dal az EP második kislemezeként jelent meg 2010. január 26-án. Gaga és Rodney Jerkins írta és készítette el a számot, további dalszerzőként közreműködőtt LaShawn Daniels, Lazonate Franklin és Beyoncé. Gaga eredetileg Britney Spears számára szerezte a dalt, aki fel is vett belőle egy demóváltozatot. A dal legfőbb inspirációja Gaga azon félelme volt, hogy nem fogja tudni jól érezni és elengedni magát, ha a karrierjének szenteli az életét, míg a szövege arról szól, hogy az énekesnő szívesebben táncol a parketten, minthogy válaszolna a barátja telefonhívásaira. Elmondása szerint a folyton csörgő telefon egy metaforája annak a hangnak a fejében, amely folyton keményebb munkára ösztönzi. Zeneileg a dal egy rendkívül gyors tempójú dance-pop szám, amely egy hárfa lágy hangját követően gyors ütemekkel folytatódik egészen a szám végéig. Tele van telefonbúgásszerű hangokkal, és a végén, egy „epilógus” részben egy női hang arról ad tájékoztatást, hogy a hívott vonal nem elérhető.
A Telephone elismerő kritikát kapott, és a The Fame Monster egyik kiemelkedő dalának nevezték, és dicsérték a Gaga és Beyoncé közti összhangot. Több kritikus is felvette a 2010-es év legjobbjai közé. A dalt Grammy-díjra jelölték A legjobb popénekesi együttműködés kategóriában, valamint elnyerte az ASCAP Pop Music Award és a BMI Award díját. Az album megjelenését követően több ország slágerlistájára is felkerült a digitális megvásárlások révén, úgy mint Ausztráliában, Kanadában, Hollandiában, Új-Zélandon, Svédországban és Magyarországon. Az Egyesült Államokban a harmadik helyen végzett, Európában pedig különösen sikeres volt; Belgiumban, Horvátországban, Dániában, Írországban, Norvégiában és az Egyesült Királyságban vezette a slágerlistákat. A dalból 2010-ben világszerte 7,4 millió digitális példányt adtak el, ezzel az év negyedik legkelendőbb kislemeze lett.
A dalhoz készült, Jonas Åkerlund által rendezett videóklipben a Paparazzi (2009) klipjének története folytatódik és szintén kisfilm jellegű. A történet szerint Gaga börtönbe került barátja meggyilkolásáért, ahonnan Beyoncé kihozza, majd egy étteremben tömeggyilkosságot követnek el. A videó végén Gaga és Beyoncé a rendőrök elől menekülnek autójukkal. A klip Quentin Tarantino amerikai rendező és filmjei, a Kill Bill 1. (2003) és a Ponyvaregény (1996) előtt tiszteleg, a számos termékelhelyezéssel pedig egyfajta „Warholi kommentárt” akart fűzni az amerikai kommersz kultúrához. A klip általában pozitív kritikákat kapott, és a 2010-es MTV Video Music Awards-on három díjra jelölték, köztük Az év videóklipje kategóriában. 2015 januárjában a Billboard az évtized legjobb videójának nevezte. Az NME minden idők 100 legjobb videóklipje közé sorolta.
Gaga a 2010-es BRIT Awards-on adta elő először élőben a dalt, akusztikus verzióban, a Dance in the Dark című dallal együtt, előadását Alexander McQueen divattervező emlékének ajánlva. A Super Bowl LI félidei showműsorában, valamint számos koncertturnéján és egyéb élő fellépésén is elénekelte. A dalt több előadó is feldolgozta, köztük a Glee – Sztárok leszünk! című tévésorozat szereplői.

## Háttér
Lady Gaga eredetileg Britney Spears énekesnő hatodik stúdióalbumára, a Circus-ra (2008) írta a Telephone című dalt, de Spears visszautasította azt. Gaga átvette a dalt magának, és azt szerette volna, hogy Spears szerepeljen mellette közreműködő előadóként, de végül Beyoncé lett a végső választás. Gaga vele vette fel a Telephone című dalt a The Fame Monster (2009) című középlemezére (EP) – a The Fame (2008) című debütáló stúdióalbumának újrakiadására. Az EP második kislemezeként jelent meg 2010. január 26-án. A páros korábban már dolgozott közösen Beyoncé Video Phone című dalának remixén (2009).
A dal legfőbb inspirációja Gaga azon félelme volt, hogy nem fogja tudni jól érezni és elengedni magát, ha a karrierjének szenteli az életét. Egy interjúban hozzátette: „A fulladástól való félelem – ez egy olyan dolog, ami nem engedi hogy egyszerűen csak jól érezzem magam, […] mert én imádom a munkámat, de igazán nehéznek találom, hogy néha kimozdulhassak és eltölthessek néhány kellemes órát. […] Nem járok éjszakai bárokba, […] sosem láthattál rólam olyan képeket hogy éppen részegen kiesek egy ilyen helyről. Nem megyek – és ez azért van, mert általában elmegyek, aztán, tudod hogy van ez, másfél whiskey után vissza kell mennem dolgozni.”
2011 májusában Gaga azt mondta, hogy a Telephone-hoz való „érzelmi kötődése” bonyolult volt. Amikor megkérdezték tőle, hogy ez azért volt-e, mert a dal eredetileg Spearsnek íródott, azt válaszolta: „Nos, ez nem egészen így történt, de nem akarok ebbe belemerülni. Elmélyedhetnék benne, ha kikapcsolnád azt (a diktafonra mutat) [...] De végül is a keverés és a produkció elkészítésének folyamata nagyon stresszes volt számomra. Szóval amikor azt mondom, hogy ez a legrosszabb számom, annak semmi köze a dalhoz, csak az érzelmi kötődésemhez.”

## Zene és dalszöveg
Gaga és Rodney Jerkins írta és készítette a Telephone című dalt, kiegészítő dalszerzői LaShawn Daniels, Lazonate Franklin és Beyoncé voltak. Matty Green közreműködésével a dalt Jerkins és Spike Stent keverte a Chalice Recording Studiosban (Los Angeles, Kalifornia). A felvételhez Paul Foley-t szerződtették. Gene Grimaldi, Larry Ryckman és Ari Blitz végezték a dal masteringjét az Oasis Mastering (Burbank, Kalifornia) és az AfterMaster Recording and Mastering stúdiókban (Los Angeles). Mike "Handz" Donaldson a Darkchild Studiosban (Los Angeles) vette fel Gaga énekét, Hisashi Mizoguchi pedig a Studio Groove-ban (Oszaka, Japán) Beyoncéét. Takayuki Matsushima az utóbbi felvételen asszisztált. A speciális effekteket és a további énekprodukciót Donaldson végezte.
A Telephone egy dance-pop dal; amely egy hárfa lágy hangját követően gyors ütemekkel folytatódik egészen a szám végéig. Beyoncé „gyorstüzelő” módon, dupla ütemekkel kísérve adja elő a versszakát. Rövid közjátékát követően pedig újra a refrén csendül fel egészen a dal végéig. A Telephone egy hosszabb bridge-ből, egy versszak-rapből és egy epilógusból áll, ahol egy női hang bejelenti, hogy a telefonvonal abban a pillanatban nem elérhető. A dal kétnegyedes ütemmel rendelkezik, és 120-as percenkénti leütésszáma van, Gaga hangterjedelme F3-tól C5-ig terjed, és f-mollban íródott. A szám az Fm–A♭–H♭–Fm akkordmenetet követi. 
Szövege arról szól, hogy az énekesnő szívesebben táncol a parketten, minthogy válaszolna a barátja kitartó telefonhívásaira. Mikael Wood, a Los Angeles Times munkatársa úgy érezte, hogy a dal aprólékosan tükrözi ezt a frusztráló élményt. Gaga úgy írja le az érzést, hogy „a fejét és a szívét a táncparketten hagyta”. Gaga szerint a dalszövegben szereplő telefon nem csak egy fizikai telefon, hanem egy személy is a fejében, aki azt mondja neki, hogy dolgozzon keményebben. „Ez az én félelmem – hogy a telefon csörög, a fejem csörög, [...] Akár egy telefon, akár csak a gondolatok a fejedben, ez egy másik félelem”.
Lisa Colton, a zenetudomány egy professzora a telefonos dalok történetét és a női szerepvállalással való kapcsolatukat a könnyűzenében vizsgálva a Telephone-t a technológia, a nemek és a hatalom közötti kapcsolat modern értelmezésének tekintette. Azzal érvelt, hogy a telefon számos dalban népszerű téma volt a társadalmi története és funkciója miatt, amelyek szorosan kapcsolódnak olyan kérdésekhez, mint a nemek közötti egyenlőség. A múltban például a nők többsége csupán alacsony státuszú alkalmazott volt, a telefon pedig viták forrása, mivel egyes férfiak aggódtak amiatt, hogy a nőknek nagyobb függetlenséget és romantikus elköteleződések lehetőségét nyújtja.
J. Jack Halberstam Gaga Feminism: Sex, Gender, and the End of Normal című könyvében azt állította, hogy a Telephone nem csupán egy egyszerű popdal, hanem egy mélyebb kommentár a technológia életünkben betöltött szerepéről, a média manipulációjáról, valamint a nemiség és a szexualitás új formáinak megjelenéséről a digitális korban. A dal a zaklatás sötétebb oldalát vizsgálja, amit a „stop calling, stop calling” („ne hívjál, ne hívjál”) sor példáz. Halberstam azt írta, hogy Gaga és Beyoncé a telefon metaforáját használja a technológia modern kapcsolatokra gyakorolt hatásának kommentálására, azt sugallva, hogy a heteroszexualitás talán elavult fogalommá válik.

## A kritikusok értékelései
A dalt pozitívan értékelték a kritikusok. Nicki Escuerdo a Phoenix New Times-tól, Michael Hubbard a MusicOMH-tól és Evan Sawdey a PopMatters-től az album egyik csúcspontjának tartotta. Sok újságíró pozitív kritikájának középpontjában a dal felépítése és a produkció állt. Ide tartozik Sawdey is, aki azt írta: „A sokak által várt, Beyoncé közreműködésével készült Telephone, – kétszeres ütemével és gyorstüzelő verzéivel – egyike Gaga eddigi legtöbb adrenalinnal dúsított számainak, és az egészből olyan érzés árad, mintha épp kirobogni készülne [...] a többi dal közül [...] a két díva közti szédületes izgalom miatt, ami könnyedén a The Fame Monster album egyik fénypontjává teszi a dalt.” A Popjustice is hasonlóan vélekedett, írva: „Ez egy kicsit olyan, mintha Gwen [Stefani] What You Waiting For? találkozna Timbaland The Way I Are-jával és még vagy ötven más dologgal [...] a felépítése elég izgalmas, […] és van valami egészen briliáns abban, ahogy Beyoncé része beleilleszkedik a dalba...”. Hubbard dicsérte Beyoncé rappelését, a bridge-et és a befejezést, és „őrjítően nagyszerűnek” nevezte.
Gaga és Beyoncé kémiáját a legtöbben dicsérték; Sawdey és a Billboard munkatársa, Melanie Bertoldi azt írta, hogy a dal minőségét ez a kémia fokozta. Bertoldi úgy találta, hogy elég fülbemászó hangulatot teremt ahhoz, hogy táncra késztesse a hallgatót. A Billboard munkatársa, Jason Lipshutz a dalt Gaga második legjobb együttműködésének nevezte, és „legdinamikusabb duettjének – és vitathatatlanul a 2000-es évek legmeggyőzőbb popsztár-összeállásának” nevezte. Ezzel szemben Sarah Hajibagheri a The Times-tól és Brian Linder az IGN-től úgy vélte, hogy Beyoncé szereplése negatívan hatott a számra; az előbbi úgy vélte, hogy a szerepeltetése negatívan járult hozzá a dal teljes rendezetlenségének érzéséhez. Armond White szerint a szám „a kommunikáció meggondolatlan elutasításának ünneplése; hogy esztelenül és szívtelenül elkényeztessük a popkultúrát – Tarantino stílusban.”
A Yahoo! Music munkatársa, Chris Willman egy korai értékelésében összehasonlította a Telephone-t a duó másik közös dalával, a Video Phone-nal, és ezt írta: „Talán azért, mert Gaga Telephone-jához nem készült videó, de ha ez egy verseny lenne, azt kell mondanom, hogy az ő dallama felülmúlja Beyoncét. Nem csak arról van szó, hogy Jerkins egy ilyen harcias számmal rukkolt elő, hanem arról is, hogy Gagának megvan a hozzá való stílusa.”
A Telephone-t több sajtóorgánum is Gaga legjobb dalai közé sorolta. „Zakatoló elektro-pop slágernek” nevezve a dalt, a Billboard „egy seggberúgós, erőt sugárzó popként ismerte el a dalt Gaga leghosszabb győzelmi szériája alatt”. A Vulture hasonlóképpen elismerte a dal feminista üzenetét, miszerint Gaga „a maga módján teszi a dolgokat, nem törődve a férfi tekintetekkel vagy a zeneipar felügyelőivel”. A weboldal továbbá azt írta, hogy a dal „nem csak popsztárként emelte fel Gagát – új amerikai ikonná tette őt”.

## Kereskedelmi teljesítmény
2009 novemberében az erős digitális eladásoknak köszönhetően a dal Írországban 26., Ausztráliában 29. illetve az Egyesült Királyságban a 30. helyen debütált. Az Egyesült Államokban a dal a Billboard Hot 100-as listáján a harmadik, a Hot Dance Club Songs és a Billboard Pop Songs listáján pedig az első helyen végzett, és ez lett Gaga hatodik egymást követő listavezető dala az utóbbin. Hasonlóképp Beyoncé hatodik első helyezését érte el a Pop Songs listán. Ezzel Gaga és Beyoncé Mariah Carey-vel holtversenyben a legtöbb első helyezést érte el a Nielsen BDS-alapú Top 40 airplay chart 1992-es indulása óta. 2019 február elejéig a Telephone 3,5 millió digitális letöltést ért el az Egyesült Államokban.
A Telephone 2010. március 14-én a 12. helyet érte el a brit kislemezlistán, majd a következő héten már az első helyen állt. A dal 2022 júliusáig 1,2 millió példányban kelt el és 58 millió streamelést ért el, és a Brit Hanglemezgyártók Szövetségétől (BPI) kétszeres platina minősítést kapott, ezzel Gaga hatodik legkelendőbb dala lett az országban. Az Official Charts Company 2015-ös listája szerint a Telephone volt a harmadik legkelendőbb bakelit kislemez az Egyesült Királyságban a 2010-es években. A dal Írországban az első, Svédországban a második Magyarországon pedig a harmadik helyig jutott.
Ausztráliában és Új-Zélandon a Telephone a 3. helyig jutott, és az Australian Recording Industry Association (ARIA) nyolcszoros platina minősítést adott neki 560 000 példányban történő kiszállításáért. A Telephone a Canadian Hot 100-as listán a 14. helyen debütált, és a harmadik helyen tetőzött, ezzel Gaga hatodik egymást követő Top 3-as kislemeze lett. A dalt a Kanadai Hanglemezipari Szövetség (CRIA) háromszoros platina minősítéssel jutalmazta 240 000 digitális letöltésért.
A Nemzetközi Hanglemezipari Szövetség (IFPI) szerint a dal a 2010-es év negyedik legkelendőbb kislemeze volt, 7,4 millió digitális eladással abban az évben.

## Videóklip

### Háttér és kidolgozás

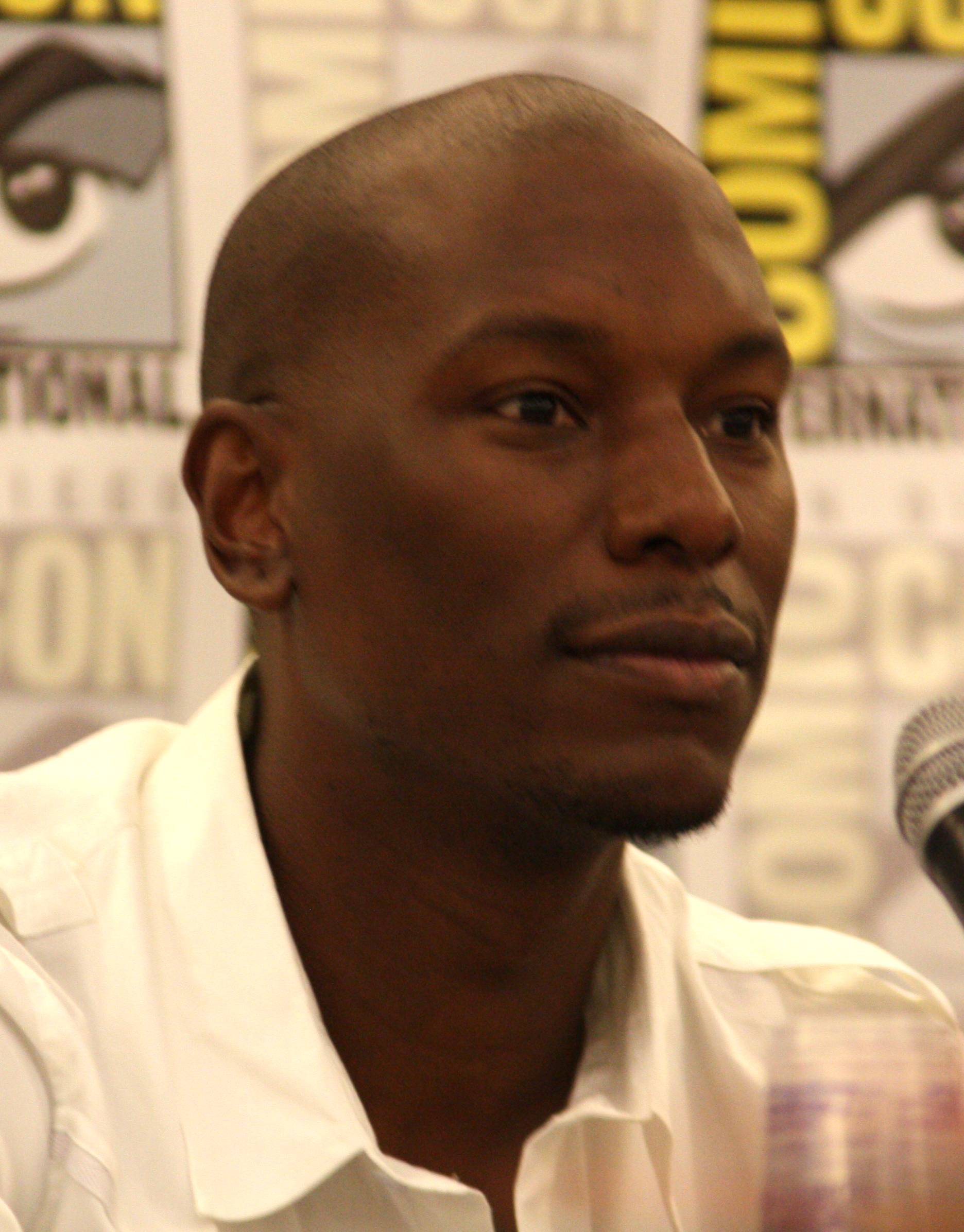
Tyrese Gibson (a képen 2009-ben) szerepelt a videóklipben

A New York magazin arról számolt be, hogy a videó koncepciójában Beyoncé szerepelt, amint Gagát óvadék ellenében kihozza a börtönből. A forgatásról közzétett fotókon a „Pussy Wagon” („Puncimerci”) nevű autót lehetett látni, melyet Uma Thurman karaktere vezetett a Kill Bill 1. című filmben. Mindketten Frank Fernández és Oscar Olima által tervezett „lepusztult denimdarabokat” viseltek.
A videó másik koncepciója egy étkezdében játszódó jelenetsor, valamint Tyrese Gibson énekes és a Semi Precious Weapons nevű rockzenekar megjelenését tartalmazza. 2010 februárjában Gaga így nyilatkozott: „Azt szeretem benne, hogy ez egy igazi igazi popesemény, és amikor fiatalabb voltam, mindig izgatott voltam, amikor egy nagy, óriási esemény történt a popzenében, és én is ezt akartam, hogy ez legyen”. Az E! Online-nak elmagyarázta a videó mélyebb jelentését:

„A Paparazzi klipje elképesztően jól sikerült; megvolt benne ami a popzenét jellemzi és egyfajta tudósítás is volt a hírnév uralta életről [...] Ugyanezt akartam ennél a videónál is [...] A Telephone klipjében a Tarantino-filmek világa jelenik meg [...] ez nagyrészt abból ered, hogy kölcsönadta a forgatásra a »Puncimercit«. Épp ebédeltünk Los Angelesben, mikor elkezdtem neki beszélni, milyen klipet szeretnék, és annyira tetszett neki az ötletem, hogy azt mondta: »Muszáj használnod a ’Puncimercit’«.”

2010. február 15-én három, előzetest nyújtó kép került fel Gaga hivatalos oldalára a videóból. A képek különböző jelenetekben ábrázolták az énekesnőt: a konyhai jelenetnél Gaga egy műanyag séfsapkát, egy a hajából formázott telefonkagylót és telefonzsinórt visel a fején; az étkezői jelenetnél a táncosaival együtt látható, ahogy egy amerikai zászlóból készült bikinit és fejkendőt visel; valamint egy fekete-fehér jelenet, ahol Gaga egy különleges formájú, telefonokból formázott fejfedőt visel. Március 9-én újabb képek kerültek bemutatásra a klipből. A videó eredetileg februárban jelent volna meg, de további vágási munkák miatt ezt végül elhalasztották márciusra. A videó premierje 2010. március 11-én volt az E! News-on, illetve Lady Gaga YouTube oldalán.

### Forgatás
Gaga és Beyoncé sűrű időbeosztása miatt Jonas Åkerlund rendezőnek és Pär Ekberg operatőrnek két nap alatt kellett befejeznie a forgatást, miközben több helyszínt, táncszámot és statisztát kellett koordinálnia. A felkészülési idő nagy részét a helyszínek felderítésével, valamint a forgatókönyv és a forgatási listák megvitatásával töltötték. A természetes megjelenés biztosítása érdekében, miközben a ruhák, a smink, a kellékek és a művészeti részletek megfelelően bemutatásra kerültek, Ekberg minimalista megközelítést alkalmazott a világítással kapcsolatban, ami azt jelentette, hogy nagy előreflektor nélkül forgattak, és az előadók számára egy beauty lámpát adtak hozzá. Åkerlund a börtönbelsők és az éttermi jelenetek megvilágításához, amelyeket a kaliforniai Palmdale-ben, a Four Aces Motelben forgattak, közepes ívű jodid hidrogénkék (HMI) és fénycsövek keverékét használta. A közeli felvételekhez és a singlekhez egy Briese beauty lámpát használt.
A szinte folyamatosan működő három kamera segítségével az operatőrcsapat naponta körülbelül 150 felvételt tudott készíteni. A konyhai jelenethez, amelyet egy börtön raktárhelyiségében forgattak, Åkerlund „klinikai hangulatot” akart kelteni, és „egy konyha és egy laboratórium keverékét” akarta létrehozni. A videó nagy részét Kodak Vision3 250D 5207 filmre vették fel, amelyet Åkerlund az egyik kedvenc filmanyagának tart. Az utómunka során a csapat az eredeti negatívhoz hűen akarta tartani a színeket, a kontraszt és a szemcsézettség kisebb módosításával.

### A klip története

Lady Gaga és Beyoncé a Kill Bill 1. című filmben látott autóban, a „Puncimerciben” (Pussy Wagon).

A videóklip több mint kilenc perc hosszú, és a Paparazzi folytatásaként funkcionál, amelyben Gagát letartóztatták, mert megölte bántalmazó barátját, megmérgezve annak italát. Egy női börtönben két őr rács mögé zárja Gagát, és meztelenre vetkőzteti, miközben több más rab gúnyolódik rajta. Az egyik őr megjegyzi: „Mondtam, hogy nincs farka”, utalva a pletykákra, miszerint Gaga transzszexuális. Az ezt követő percekben Lady Gaga börtönbeli életébe nyerünk bepillantást. Félig elszívott cigarettából készült napszemüveget viselve megcsókol egy rabot a börtön udvarán, és titokban ellopja a mobiltelefonját. Gaga szemtanúja két rabtársa összeverekedésének (ennél a résznél hajába kólásdobozokat tekerve láthatjuk az énekesnőt). Gaga húga, Natali Germanotta is feltűnik ebben a jelenetben. Gaga telefonhívást kap Beyoncétől, és ekkor kezdi el énekelni a dalt. Előadja az első verzét és refrént más, hiányos öltözetű rabokkal együtt, majd telefonján üzen Beyoncénak, megköszönve neki, hogy kifizette az óvadékot. Ezután egy bridge következik, melyben Gaga a cellájában látható néhány kép erejéig, miközben mindössze egy sárga rendőrségi szalag van rátekerve (öltözetét Brian Lichtenberg tervezte). A többi ruhadarabot Thierry Mugler, Atsuko Kudo és Gaga saját kreatív csapata, a Haus of Gaga tervezte; a videó ruházati felelőse Nicola Formichetti volt.
Gaga beül a kocsiba, ahol Beyoncé lehordja őt, amiért „nagyon-nagyon rossz lány” módjára viselkedett. Gaga Honey Bee-nek becézi kiszabadítóját, utalva Honey Bunny karakterére Tarantino 1994-es, Ponyvaregény című filmjéből. Végighajtva a sivatagon egy közös tervük megvalósításáról beszélgetnek, és közben Beyoncé részével folytatódik a félbeszakított dal. Ezután betérnek egy étterembe. Beyoncé, megelégelve barátja, Bobo (Gibson) viselkedését, megpróbálja megmérgezni őt, de nem jár sikerrel. A videó ezután a „Let’s make a sandwich” („Készítsünk szendvicset”) jelenettel folytatódik, ahol Gaga egy kék színű, telefonszerű kalappal a fején áll a konyhában táncosai közt, akikkel szendvicskészítésbe kezdenek. Ezután mérget kever, amit ráönt az összes rendelt ételre. Beyoncé barátjának egy szemmel láthatólag a hajából formázott telefonnal a fején, extrém magas sarkú cipőkben viszi ki az ételt, majd miután evés közben meghal, Beyoncé felteszi a Paparazzi klipjében Gaga által viselt, Mickey egér-napszemüveget. Közben az étterem minden vendége meghal a mérgezett ételtől, beleértve a Semi Precious Weapons együttes tagjait, és a dán dogot, ami többek között a Poker Face és a Paparazzi klipjében is szerepelt. A következő jelenetben a holttestek között táncolnak, az Egyesült Államok zászlójából készült ruhákban. Elmenekülnek a „Puncimercivel”, eközben a tévében hírt adnak a gyilkosságról. Az utolsó jelenetben a menekülő Gaga és Beyoncé a sivatagon halad keresztül, rendőrségi szirénák zajától kísérve. Beyoncé megigérteti Gagával, hogy soha többé nem térnek vissza, majd elhajtanak. A videó a „Folytatjuk…” felirattal ér véget..

### A klip fogadtatása
A kritikusok azonnal „vizuális élményként”, „a szubverzív művészet mesterműveként”, és „a hírveréshez több mint megfelelőként” méltatták a videót. Amy Phillips a Pitchforktól azt írta, hogy ez „az év legszórakoztatóbb, legnevetségesebb és vitathatatlanul legjobb klipje”, William Goodman a Spintől pedig „nagy költségvetésű, popos remekműnek” nevezte. James Montgomery az MTV-től ezt írta: „A Telephone-nal Gaga belépett a popzene olyan szférájába, ahová csak nagyon kevesen, például Madonna és Michael Jackson jutott el.” Tanner Stransky, az Entertainment Weekly munkatársa úgy vélte, hogy nem ér fel a Bad Romance-hez – a The Fame Monster első kislemezéhez – készült videóval, de még mindig „jobb, mint bármi más”.
Matt Donnelly a Los Angeles Times-tól és Monica Herrera a Billboardtól dicsérte a rabok közötti verekedős jeleneteket; előbbi a klipet elismerően úgy jellemezte, hogy „tele van [...] mérgezett éttermi étellel, egy sereg fejdísszel és sok-sok Gaga-jósággal”. Néhány kritika dicsérte Beyoncét, akit Jennifer Cady (E!) „mindig vadnak”, Amy Odell (New York) pedig a videó „legjobb részének” nevezett. Mások a videó divatjára és esztétikájára fókuszáltak. A Telephone-nal Gaga „sokkal erősebb pop-art megnyilatkozásokat tett” – írta Robert Verdi stylist. A Variety egy 2021-es cikkében Gaga legjobb klipjének nevezte a klipet az öltözékek alapján, „fenomenális divatünnepnek” nevezve azt.
Néhány kritika megjegyezte a videó feminista témáit. J. Jack Halberstam szerint a klip a testvéri kapcsolat erőteljes képét mutatja be, amely összhangban van az olyan filmekben látott bensőséges kötelékekkel, mint a Thelma és Louise (1991) és A nagy dobás (1996). Ezt a kritikát értelmezve Bess Rowen színházteoretikus azt írta, hogy Gaga nőalakítása a művében megkérdőjelezi a társadalomban a nőkről alkotott konvencionális képeket, ami a modern feminizmus szempontjából relevánssá teszi a művét. Caryn Ganz a Rolling Stone-tól úgy vélte, hogy „mindenképpen filmszerű és furcsán feminista, és a fogyasztói kultúráról szóló nagyobb kijelentést hordoz magában”. Ganz a videót „a leszbikus börtönpornó, a campy szexuális kizsákmányoló filmek és a két díva nyilvános személyiségére való belső kikacsintások keverékének” nevezte, megjegyezve: „Ha Quentin Tarantino és Russ Meyer a Thelma & Louise-t a termékmegjelenítés orgiájaként, hevesen koreografált betétekkel újraforgatná, ez lenne az eredmény”.

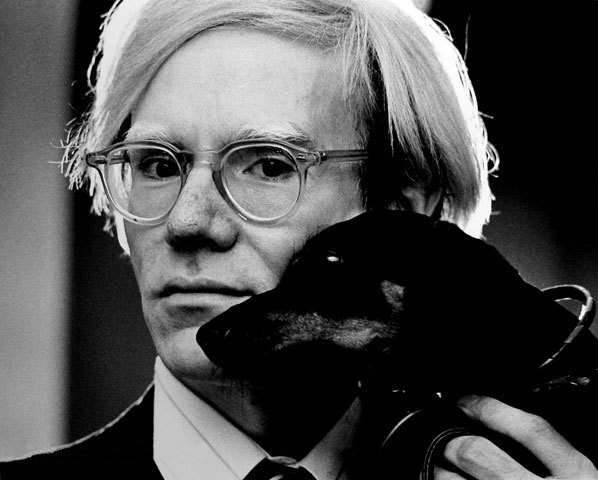
A videóban Gaga olyan tárgyakat használt, amelyeket szerinte egyes nézők tévesen termékmegjelenítésnek véltek, de valójában Andy Warholra (a képen 1973-ban) utaltak, az amerikai technológiai kommercializmusról és az információs túlterheltségről szóló kommentárja részeként.

A Telephone klipjével Gaga elnyerte a legtöbb termékmegjelenítés egy videóban Guinness-rekordját. Az NME-vel 2011-ben beszélgetve Gaga elmondta, hogy a tárgyak bemutatását nem termékmegjelenítésnek szánta, hanem Andy Warholra való utalásnak, amely az amerikai kommercializmusra vonatkozó kommentár része volt a technológia és az információ túlterheltségével kapcsolatban. Emiatt a félreértés miatt úgy döntött, hogy a jövőben nem mutat be annyi terméket a klipjeiben. Ugyanebben az évben Gaga a Time Outnak adott interjújában elégedetlenségét fejezte ki a videóval kapcsolatban. Bár Gaga úgy vélte, hogy ő és Beyoncé jól dolgoztak együtt, a számos ötlet beépítése miatt „lüktetett az agya”, és kifejezte azt a vágyát, hogy többet kellett volna saját magát szerkesztenie. A The New York Times 2020-as számában Lindsay Zoladz igazságtalannak találta ezt az önkritikát, mivel szerinte a videó „korának egyik legvadabb és legnézhetőbb popművészeti alkotása, a klipek MTV-ről a féktelen internetre való áttérésének meghatározó pillanata”.
Néhány kritika kevésbé volt lelkes. Alyssa Rosenberg, a The Atlantic munkatársa a videó narratíváját összefüggéstelennek nevezte, és nem tetszett neki a női börtön, az izmos női börtönőrök és a szituációs leszbikusság használata Armond White szerint a film „megtestesíti a kortárs pop mainstream őrületét”, és „tiszteleg Tarantino hatása előtt” a „popkultúra élvezetének képtelenséggé torzításában”. Annak ellenére, hogy Douglas Haddow, a The Guardian munkatársa „kifejezetten középszerűnek” nevezte a videót, úgy vélte, hogy rendkívül hatásos reklám, mivel Gaga sikeresen válogatta össze a vizuális utalásokat és a popkultúra motívumait, hogy a demográfiai rétegek széles körét megszólítsa. Úgy vélte, hogy a Telephone egy új korszakot jelez, amelyben „a tartalom, a hírnév és a reklám” egybeolvad, hogy piacképes „gócot” hozzon létre.

### Elemzés
José M. Yebra, a Zaragozai Egyetem munkatársa és Aylin Zafar, a The Atlantic munkatársa feminista témákat ismert fel a videóban. Elemzése elején Yebra azt írta, hogy Gagát kriminalizálják, holott családon belüli erőszak áldozata. A kizárólag nőkből álló börtön, amely a „börtön a k*rváknak” nevet viseli, arra utal, hogy Gaga a „k*rva” szót a női szabadságra használja. Az ottani metaforikus szabadságát azok a jelenetek erősítik meg, amelyekben leszbikusnak mutatkozik, annak ellenére, hogy láncra verve van, és amelyekben a Paper Gangsta című, a „girl power”-ről szóló dala szól. Mint ilyen, Yebra szerint a börtön ironikus módon a férfiak bántalmazásától mentes hellyé válik. Zafar úgy értelmezte a jelenetet, amelyben Beyoncé és Gaga Honey Buns-t eszik, mint a nők ételeken keresztül történő tárgyiasításának megfordítását. A Wonder Bread és a Miracle Whip jelenetekben a „tökéletes háziasszony” nemi sztereotípiájának kihívását látta, amelyet az 1950-es évek popkultúrájában erőteljesen ábrázoltak. Yebra szerint ez a sztereotípia Gaga révén felborul, aki egy drag queent és egy gyilkost testesít meg, extravagáns táncosaival együtt, egy váratlan környezetben – egy amerikai középosztálybeli család konyhájában.
Katrin Horn, az amerikai tanulmányok posztdoktori munkatársa a videóban a szexualitás ábrázolását elemezte. Szerinte a filmet a B-filmek „lesploitation” műfaja ihlette, amely a női testek tárgyiasításáról és a nők elleni erőszak minimalizálásáról ismert. A videó felforgatja a műfajt azzal, hogy egy izmos performanszművészt alakít Gaga vágyának tárgyává, női testépítőket ábrázol börtönőrökként, és egy „leszbikus happy enddel” egészíti ki. Emellett vonzónak ábrázolja a nőket – akiket a „heteronormatív kultúra” általában elutasítana -, és a konvencionálisan szép nőket olyan kontextusba helyezi, amely megkérdőjelezi szexuális vonzerejüket.. Horn arról is beszélt, hogy a videó hogyan ötvözi az erőszakos bosszú és a road movie műfajának elemeit, hogy egy új narratívát hozzon létre, amely a nők szerepvállalását és szolidaritását hangsúlyozza.
A Lady Gaga and Popular Music: Performing Gender, Fashion, and Culture című könyvben Lori Burns és Marc Lafrance párhuzamot vont a Paparazzi és a Telephone között, és azzal érvelt, hogy Gaga videói nem pusztán promóciós célúak, hanem művészi produkciójának szerves részei. Számukra a Paparazzi és a Telephone tematikusan összekapcsolódó művek, amelyek egy tágabb narratívát alkotnak. A videók táncos szekvenciáit olyan kulcsmomentumoknak tekintették, amelyekben a közös témák és a központi narratív problémák nyilvánvalóvá válnak. Burns és Lafrance azt írta, hogy a klipek két különböző eszmét képviselnek, de témáik és jelentésük teljes megértéséhez elengedhetetlen, hogy megértsük, hogyan épülnek fel ezek az ellentétek. A Paparazzi a jólét és a siker csillogó életmódját mutatja be, míg a Telephone a bűnözést, az erőszakot, a szegénységet és a közönségességet. A videók színvilága is ellentétben áll egymással – a Paparazzi pazar és kifinomult színeket használ, a Telephone pedig rajzfilmes és pop art árnyalatokat.
A Telephone és a Video Phone videóklipjeinek összehasonlításában Robin James író azt írta, hogy a rapzenében megjelenő nőgyűlöletet gyakran használják arra, hogy „bűnbakká tegyék a fekete férfiakat”, kizárólag őket tegyék felelőssé, bár ez a fehér felsőbbrendűség hívei között is gyakori. James úgy vélte, hogy a posztrasszista és posztfeminista ideológiák támogatása érdekében a modern média aktualizálta ezt a trükköt azzal, hogy a női karakterek kiiktatják az ilyen nőgyűlölő fekete férfiakat. Úgy találta, hogy a Telephone megerősítette ezt a hiedelmet: Gaga és Beyoncé „fajközi köteléket” alkotnak azáltal, hogy le kell győzniük a sztereotipikusan nőgyűlölő fekete férfit, ezzel megerősítve, hogy a fehér felsőbbrendűségi patriarchátus valóban „több fajú”.

## Díjak és elismerések
A Telephone több kritikus és kiadvány által összeállított év végi listán is szerepelt, például az MTV News és a PopMatters a 10., illetve a 29. helyre sorolta. Utóbbi úgy találta, hogy „a Lady Gaga kiforrott esszenciája és eddigi karrierjének csúcspontja”. Rob Sheffield a Rolling Stone „Top 25 Singles of 2010” listáján a harmadik helyre tette a Telephone-t, Phillips pedig a Pitchfork Top 100-as listáján az 55. helyre. Sheffield leírásában azt írta, hogy a Telephone egy „kommunikációs zavar a táncparketten”, és „Beyonce, korunk legkirívóbban nem őrült popsztárja néhány percig úgy tehet, mintha olyan őrült lenne, mint Gaga”. Phillips megjegyezte, hogy ez „az egyik kevésbé furcsa szám” a The Fame Monsteren. A Pazz and Jop éves kritikai szavazásán a Telephone a 16. legjobb kislemez lett 2010-ben. Egy évvel később Gary Trust a Billboardtól a Telephone-t a tíz legjobb női „sláger-kollaboráció” közé sorolta.
2010-ben a Telephone-t jelölték a Kedvenc dal kategóriában az ausztrál Nickelodeon Kids’ Choice Awards-on, és a Kedvenc dal kategóriában a 37. People’s Choice Awards-on. A következő évben jelölést kapott Grammy-díjra A legjobb popénekesi együttműködés kategóriában. A 2011-es ASCAP Pop Music Awards-on a legtöbbet játszott dalok egyikeként ismerték el. Ugyanebben az évben a BMI az év egyik popdalszerzőjeként ismerte el Gagát, kiemelve a Telephone-t, mint egyik dalát. A dalt a 2011-es Virgin Media Music Awards-on is jelölték A legjobb kislemez kategóriában, és elnyerte A legjobb együttműködés díját.
A 2010-es MTV Video Music Awards-on a Telephone klipje elnyerte A legjobb kollaboráció díját, valamint jelölték A legjobb koreográfiáért és Az év videóklipje díjra is, de mindkettőt elvesztette Gaga saját Bad Romance klipjével szemben. Az NME „2010 50 legjobb zenei videója” listáján a harmadik, a Spin 20 pontos év végi listáján pedig a hetedik helyre került. A Spin így kommentálta: „zseniális döntés volt az általában visszafogott Beyoncét bevonni Gaga leszbi börtöntöltelék-fantáziájába”. A Pitchfork Media írói a 2010-es év legjobbjai közé sorolták a videót. 2015 januárjában a Billboard a 2010-es évek legjobb klipjének nevezte, és azt írta, hogy „Gaga ismét diadalmaskodott, és hogy ez az évtized látványosan indult”. Az NME 2011-ben a 17. helyre sorolta minden idők 100 legjobb zenei videoklipjét tartalmazó listáján: „ez elkerüli a legutóbbi klipjeinek minden túlzó kozmikus furcsaságát, és megelégszik egy kilenc perces, leszbi akcióval teli Tarantino-koppintással”.

## Élő előadások
Gaga és Beyoncé soha nem énekelte együtt a Telephone-t egyetlen élő koncerten sem, de mindketten külön-külön előadták. Beyoncé egyetlen alkalommal adta elő a Telephone-t a 2011-es Glastonbury Fesztiválon. Gaga először a 2010-es Brit Awards-on énekelte el a Telephone-t a Dance in the Dark című szám előtt (a The Fame Monster negyedik kislemeze), Gaga egy fehér ruhát viselt, kiegészítve egy látványos Marie Antoinette-stílusú parókával. Barátja, Alexander McQueen divattervező váratlan halála inspirálta, ezért az utolsó pillanatban megváltoztatta előadásának koncepcióját, hogy tisztelegjen előtte. Gaga azt mondta: „Egy nagyon-nagyon előremutató előadást akartam csinálni, olyat, amiről úgy éreztem, hogy a jövő igazi reprezentációja”. A Telephone-t akusztikus előadásban énekelte, miközben zongorázott. Az előadást a The Wall Street Journal a korábbiakhoz képest visszafogottabbnak minősítette. 2015-ben Liv Moss, az Official Charts Company munkatársa a Brit Awards történetének egyik „legnagyobb, legjobb és legfurcsább” előadásának nevezte. A következő évben Daniel Welsh, a HuffPost UK munkatársa Gaga 15 legemlékezetesebb televíziós fellépése között említette.
Gaga felvette a Telephone-t a The Monster Ball Tour 2010–11-es szakaszának setlistjére. Fekete alsóneműbe öltözött, és a fellépés elején egy telefonbeszélgetést imitált Beyoncéval, és azt kiabálta: „Beyoncé?” Ezután elkezdte énekelni a számot, miközben a koreográfiát a kifutón is folytatta. 2010. március 3-án a Telephone és a Brown Eyes (a The Fame-ből) című dalokat adta elő a Friday Night with Jonathan Ross című brit műsor két nappal később sugárzott epizódjában. Április 16-án a japán Music Station című televíziós műsorban énekelte el a dalt, ahol egy fekete billentyűs hangszeren is játszott. 2011 májusában Gaga előadta a dalt a Radio 1 Big Weekend című rendezvényén a cumbriai Carlisle-ban. Énekelte koncertkörútjain, a Born This Way Ball-on (2012–2013) és az ArtRave: The Artpop Ball turnén (2014); az utóbbin a Poker Face című dallal együtt egy egyveleg része volt.
2017-ben Gaga a Super Bowl LI félidei showja során a legnagyobb slágerei közt játszotta el a Telephone-t. A dalt úgy kezdte, hogy egy kristály jogart tartott a kezében. Még abban az évben elénekelte a Coachellán, ahol a színpadon egy üveg telefonfülkében jelent meg, amelyet a táncosai mozgattak. Gaga továbbra is felvette a Telephone-t turnéinak dallistájára – Joanne World Tour (2017–2018) és The Chromatica Ball (2022) – valamint Las Vegas-i rezidenciája, az Enigma (2018–2020). A The Chromatica Ballról Laviea Thomas a Gigwise-tól azt írta, hogy „az est egyik legjobb előadása volt. Az égbe fellobbanó tűzzel, fergeteges színpadi fényekkel és egy rakás energiával, ami Gagáról és táncosairól sugárzott”.

## Egyéb változatok
2010. május 2-án kiszivárgott az internetre egy Britney Spears vokáljával készített demófelvétel. Miután felmerült, hogy a verzió hamis lehet, a dal producere, Rodney Jerkins a Twitteren keresztül megerősítette a hitelességét, hozzátéve, hogy a kiszivárgott verzió egy korai, keveretlen demófelvétel volt. A demó zenei stílusát Spears 2007-es Piece of Me című kislemezéhez hasonlították. Rob Sheffield a Rolling Stone-tól dicsérte Spears verzióját, és a 2010-es év 25 legjobb kislemeze listáján a 25. helyen szerepelt.
A Kidz Bop gyermekzenekar feldolgozta a dalt, de a „I’m sippin that bubb” sort „I’m eating that grub”-ra változtatta, hogy családbarát legyen. A Telephone-t Lea Michele mint Rachel Berry és Jake Zyrus mint Sunshine Corazon feldolgozta a Glee – Sztárok leszünk! című amerikai tévésorozat „Audition” című epizódjában, amelyet 2010. szeptember 21-én adtak le. A Los Angeles Times úgy találta, hogy Zyrus „figyelemre méltó duettet énekel”. Órákkal a megjelenése után a dal bekerült az amerikai iTunes top 10-es listájára. A kislemezként megjelent dal Írországban a 22., Ausztráliában pedig a 30. helyig jutott. 2019-ben Jonathan Van Ness és Karamo Brown a Queer Eye című valóságshow-ból előadták a dalt, ami pozitív visszhangot váltott ki a kritikusok körében. A duó hasonló ruhákat viselt, mint Gaga fekete-csillogós és Beyoncé gyöngyökkel díszített kék ruhája a klipben.

## A kislemez dalai és formátuma
| - Egyesült Királyság CD kislemez 1. Telephone (feat. Beyoncé) – 3:40 2. Telephone (Alphabeat Radio Edit) [feat. Beyoncé] – 4:51 - Egyesült Királyság iTunes digitális letöltés 1. Telephone (feat. Beyoncé) – 3:40 2. Telephone (feat. Beyoncé) [Music Video] – 9:27 - Európa/Brazília/Új-Zéland digitális letöltés - Telephone (Crookers Vocal Club Remix) [feat. Beyoncé] – 4:49 - Telephone (Electrolightz Remix) [feat. Beyoncé] – 4:26 - Telephone (Kaskade Club Remix) [feat. Beyoncé] – 5:24 - Telephone (Ming Club Remix) [feat. Beyoncé] – 4:31 - Telephone (Tom Neville's Ear Ringer Radio Edit) [feat. Beyoncé] – 4:17 - Egyesült Királyság Alphabeat Extended Remix digitális letöltés 1. Telephone (Alphabeat Extended Remix) [feat. Beyoncé] – 6:41 - Egyesült Királyság DJ Dan Extended Vocal Remix digitális letöltés 1. Telephone (DJ Dan Extended Vocal Remix) [feat. Beyoncé] – 5:59 - Franciaország Passion Pit Remix digitális letöltés 1. Telephone (Passion Pit Remix) [feat. Beyoncé] – 5:12 - Egyesült Királyság 7" kislemez 1. Telephone (feat. Beyoncé) – 3:40 2. Telephone (Passion Pit Remix) [feat. Beyoncé] – 5:13 | - Nemzetközi remix EP 1. Telephone (Alphabeat Club Remix) [feat. Beyoncé] – 6:41 2. Telephone (Crookers Vocal Club Remix) [feat. Beyoncé] – 4:50 3. Telephone (DJ Dan Vocal Club Remix) [feat. Beyoncé] – 5:59 4. Telephone (DJ Dan Vocal Radio Edit) [feat. Beyoncé] – 3:28 - Csak a digitális kiadás tartalmazza 5. Telephone (Doctor Rosen Rosen Club Remix) [feat. Beyoncé] – 6:25 6. Telephone (Electrolightz Remix) [feat. Beyoncé] – 4:26 7. Telephone (Kaskade Club Remix) [feat. Beyoncé] – 5:24 8. Telephone (Ming Club Remix) [feat. Beyoncé] – 4:31 9. Telephone (Passion Pit Remix) [feat. Beyoncé] – 5:13 10. Telephone (Tom Neville's Ear Ringer Club Remix) [feat. Beyoncé] – 7:14 - The DJ Remixes digitális EP 1. Telephone (Alphabeat Radio Edit) [feat. Beyoncé] – 4:49 2. Telephone (Crookers Dub) [feat. Beyoncé] – 5:08 3. Telephone (DJ Dan Dub) [feat. Beyoncé] – 6:22 4. Telephone (Kaskade Dub) [feat. Beyoncé] – 4:40 5. Telephone (Kaskade Radio Edit) [feat. Beyoncé] – 3:43 6. Telephone (Ming Dub) [feat. Beyoncé] – 4:03 7. Telephone (Ming Radio Edit) [feat. Beyoncé] – 3:12 8. Telephone (Tom Neville's Ear Ringer Radio Edit) [feat. Beyoncé] – 4:18 9. Bad Romance (DJ Paulo's GaGa Oo-La La Remix) – 9:41 |

## Közreműködők
Közreműködők listája a The Fame Monster albumfüzete alapján.

### Felvételek és menedzsment
- Gaga vokálját a Darkchild stúdióban vették fel (Los Angeles, Kalifornia)
- Knowles vokálját a Studio Groove-ban vették fel (Oszaka, Japán)
- Hangkeverés: Chalice Studios (Los Angeles, Kalifornia)
- Maszterelés: Oasis Mastering (Burbank, Kalifornia), AfterMaster Recording and Mastering Studios (Hollywood, Kalifornia)
- Knowles a Music World Entertainment és a Columbia Records jóvoltából jelenik meg
- Kiadó: Stefani Germanotta P/K/A Lady Gaga (BMI), Sony/ATV Songs LLC, House Of Gaga Publishing Inc., Glojoe Music Inc. (BMI) Rodney Jerkins/EMI Blackwood Music Publishing (BMI), EMI April Music (ASCAP), EMI Blackwood/RJ Productions LLC, B-Day Publishing and EMI April Music, Inc. (ASCAP)

### Közreműködők
- Lady Gaga – vokál, dalszöveg, zeneszerző, producer
- Beyoncé – közreműködő előadó (vokál), dalszöveg
- Rodney "Darkchild" Jerkins – dalszerző, hangszerelés, producer, hangkeverés
- LaShawn Daniels – zeneszerző, hangszerelés
- Lazonate Franklin – zeneszerző
- Paul Foley – felvétel
- Mike "Handz" Donaldson – felvétel (Gaga vokálja), speciális effektek, kiegészítő vokális produckió
- Hisashi Mizoguchi – felvétel (Beyoncé vokálja)
- Mark "Spike" Stent – hangkeverés
- Gene Grimaldi – maszterelés
- Larry Ryckman and Ari Blitz – maszterelés
- Takayuki Matsushima – Beyoncé felvételi asszisztense
- Matty Green – hangkeverő asszisztens

## Helyezések

### Heti listák
| Lista (2010–2013)                       | Legjobb helyezés |
| --------------------------------------- | ---------------- |
| Ausztrália (ARIA)                       | 3                |
| Ausztria (Ö3 Austria Top 40)            | 3                |
| Belgium (Ultratop 50 Flanders)          | 1                |
| Belgium (Ultratop 50 Wallonia)          | 1                |
| Bulgária (IFPI)                         | 2                |
| Kanada (Canadian Hot 100)               | 3                |
| Kanada CHR/Top 40 (Billboard)           | 1                |
| Kanada Hot AC (Billboard)               | 3                |
| CIS (TopHit)                            | 3                |
| Horvátország (HRT)                      | 1                |
| Csehország (Rádio – Top 100)            | 9                |
| Dánia (Tracklisten Top 40)              | 1                |
| Európa (European Hot 100 Singles)       | 1                |
| Finnország (Singlet Top 20)             | 7                |
| Franciaország (Single Top 100)          | 3                |
| Németország (Media Control Charts)      | 3                |
| Global Dance Songs (Billboard)          | 3                |
| Görögország digitális dalok (Billboard) | 2                |
| Magyarország (Dance Top 40)             | 4                |
| Magyarország (Rádiós Top 40)            | 4                |
| Magyarország (Single Top 40)            | 3                |
| Írország (IRMA)                         | 1                |
| Izrael (Media Forest)                   | 2                |
| Olaszország (FIMI)                      | 2                |
| Luxemburg digitális dalok (Billboard)   | 4                |
| Mexikó (Mexico Airplay)                 | 4                |
| Hollandia (Top 40)                      | 6                |
| Hollandia (Single Top 100)              | 10               |
| Új-Zéland (Recorded Music NZ)           | 3                |
| Norvégia (VG-lista)                     | 1                |
| Lengyelország (Polish Airplay Top 20)   | 2                |
| Lengyelország (Dance Top 50)            | 5                |
| Oroszország (TopHit Airplay)            | 3                |
| Skócia (Scottish Singles Top 40)        | 1                |
| Dél-Korea (Gaon International)          | 1                |
| Spanyolország (PROMUSICAE)              | 5                |
| Svédország (Sverigetopplistan)          | 2                |
| Svájc (Schweizer Hitparade)             | 4                |
| Egyesült Királyság (UK Singles Chart)   | 1                |
| US Billboard Hot 100                    | 3                |
| US Adult Contemporary (Billboard)       | 23               |
| US Adult Top 40 (Billboard)             | 14               |
| US Hot Dance Club Songs (Billboard)     | 1                |
| US Mainstream Top 40 (Billboard)        | 1                |
| US Rhythmic (Billboard)                 | 8                |

| Lista (2017)                              | Legjobb helyezés |
| ----------------------------------------- | ---------------- |
| US Hot Dance/Electronic Songs (Billboard) | 13               |

| Lista (2010)                      | Helyezés |
| --------------------------------- | -------- |
| Brazília (Brasil Hot 100 Airplay) | 20       |
| Brazília (Brasil Hot Pop Songs)   | 9        |

| Lista (2010)                                 | Helyezés |
| -------------------------------------------- | -------- |
| Ausztrália (ARIA)                            | 20       |
| Ausztria (Ö3 Austria Top 40)                 | 36       |
| Belgium (Ultratop 50 Flanders)               | 11       |
| Belgium (Ultratop 50 Wallonia)               | 9        |
| Kanada (Canadian Hot 100)                    | 15       |
| CIS (TopHit)                                 | 82       |
| Dánia (Tracklisten)                          | 23       |
| Európa (European Hot 100 Singles)            | 12       |
| Franciaország (SNEP)                         | 30       |
| Németország (Official German Charts)         | 50       |
| Magyarország (Dance Top 40)                  | 24       |
| Magyarország (Rádiós Top 40)                 | 33       |
| Írország (IRMA)                              | 8        |
| Olaszország (FIMI)                           | 18       |
| Japán Hot 100 (Billboard)                    | 87       |
| Hollandia (Dutch Top 40)                     | 15       |
| Hollandia (Single Top 100)                   | 45       |
| Új-Zéland (Recorded Music NZ)                | 32       |
| Románia (Romanian Top 100)                   | 61       |
| Oroszország (TopHit Airplay)                 | 90       |
| Spanyolország (PROMUSICAE)                   | 20       |
| Svédország (Sverigetopplistan)               | 26       |
| Svájc (Schweizer Hitparade)                  | 44       |
| Egyesült Királyság (Official Charts Company) | 15       |
| US Billboard Hot 100                         | 16       |
| US Adult Top 40 (Billboard)                  | 47       |
| US Dance Club Songs (Billboard)              | 38       |
| US Mainstream Top 40 (Billboard)             | 11       |
| US Rhythmic (Billboard)                      | 37       |

| Lista (2017)                              | Helyezés |
| ----------------------------------------- | -------- |
| US Hot Dance/Electronic Songs (Billboard) | 92       |

### Első helyezések
| Előző Rihanna - Russian Roulette                                      | U.S. Billboard Hot Dance Club Songs első helyezettje 2010. február 27. - 2010. március 6.                                 | Következő Rihanna feat. Jeezy - Hard                        |
| Előző Tinie Tempah - Pass Out                                         | Brit kislemezlista első helyezettje 2010. március 21. - 2010. április 3.                                                  | Következő Scouting for Girls - This Ain't a Love Song       |
| Előző Boyzone - Gave It All Away                                      | Ír kislemezlista első helyezettje 2010. március 25. - 2010. április 15.                                                   | Következő Glee Cast - Gives You Hell                        |
| Előző Ke$ha - Tik Tok                                                 | U.S. Billboard Pop Songs első helyezettje 2010. március 27. - 2010. április 24.                                           | Következő Jason Derulo - In My Head                         |
| Előző Bjørn Johan Muri - Yes Man                                      | Norvég kislemezlista első helyezettje 2010. március 31. - 2010. április 13.                                               | Következő Cheryl Cole - Fight For This Love                 |
| Előző Tom Dice - Me and My Guitar                                     | Belga kislemezlista (Flandria) első helyezettje 2010. április 3. – 2010. május 1.                                         | Következő Stromae - Alors on danse                          |
| Előző David Guetta feat. Kid Cudi - Memories Stromae - Alors on danse | Belga kislemezlista (Vallónia) első helyezettje 2010. április 3. – 2010. május 1. (először) 2010. május 15. – (másodszor) | Következő Stromae - Alors on danse Stromae - Alors on danse |
| Előző Stromae - Alors on danse                                        | Európai Hot 100 kislemezlista első helyezettje 2010. április 24. – 2010. május 8.                                         | Következő Stromae - Alors on danse                          |
| Előző Thomas Ring - My Dream                                          | Dán kislemezlista első helyezettje 2010. április 16. – 2010. április 23.                                                  | Következő Burhan G and Medina - Mest ondt                   |
| Előző Deep Central - In Love                                          | Román Top 100 kislemezlista első helyezettje 2010. május 9. – 2010. május 15.                                             | Következő Shakira - Gypsy                                   |

## Minősítések és eladási adatok
| Régió | Minősítés  | Eladott példányszám |
| --- | ---------- | ------------------- |
| Ausztrália (ARIA) | 8× platina | 560 000‡            |
| Ausztria (IFPI Austria) | platina    | 30 000*             |
| Belgium (BEA) | arany      | 15 000*             |
| Brazília (Pro-Música Brasil) | gyémánt    | 250 000‡            |
| Kanada (Music Canada) | 3× platina | 120 000*            |
| Dánia (IFPI Denmark) | platina    | 30 000^             |
| Franciaország (SNEP) | arany      | 150 000*            |
| Németország (BVMI) | arany      | 150 000^            |
| Olaszország (FIMI) | platina    | 30 000*             |
| Japán (RIAJ) PC download | arany      | 100 000*            |
| Japán (RIAJ) Full-length ringtone | platina    | 250 000^            |
| Új-Zéland (RMNZ) | 2× platina | 60 000‡             |
| Norvégia (IFPI Norway) | 2× platina | 120 000‡            |
| Spanyolország (PROMUSICAE) | platina    | 40 000^             |
| Spanyolország (PROMUSICAE) 2015 után | arany      | 20 000‡             |
| Svájc(IFPI Switzerland) | arany      | 15 000^             |
| Egyesült Királyság (BPI) | 2× platina | 1 200 000‡          |
| Egyesült Államok (RIAA) | 5× platina | 3 500 000           |
| Összesítés |            |                     |
| Világszerte |            | 7 400 000           |
| * Eladási példányszámok kizárólag a minősítés alapján. ^ Kiszállítási példányszámok kizárólag a minősítés alapján. ‡ Eladási+streaming példányszámok kizárólag a minősítés alapján. |            |                     |

## Megjelenések
| Régió              | Dátum             | Formátum                    | Változat                 | Kiadó(k)                                 | For.    |
| ------------------ | ----------------- | --------------------------- | ------------------------ | ---------------------------------------- | ------- |
| Egyesült Államok   | 2010. január 26.  | Kortárs slágerrádió         | Eredeti                  | Streamline KonLive Cherrytree Interscope | [ 6 ]   |
| Egyesült Államok   | 2010. január 26.  | Felnőtt kortárs slágerrádió | Eredeti                  | Streamline KonLive Cherrytree Interscope | [ 248 ] |
| Egyesült Államok   | 2010. január 26.  | Rhythmic rádió              | Eredeti                  | Streamline KonLive Cherrytree Interscope | [ 249 ] |
| Egyesült Államok   | 2010. január 26.  | Urban kortárs rádió         | Eredeti                  | Streamline KonLive Cherrytree Interscope | [ 250 ] |
| Olaszország        | 2010. február 12. | Rádiós sugárzás             | Eredeti                  | Universal                                | [ 251 ] |
| Franciaország      | 2010. február 15. | Digitális letöltés          | Eredeti                  | Interscope                               | [ 252 ] |
| Világszerte        | 2010. február 21. | CD                          | Remixek                  | Interscope                               | [ 158 ] |
| Világszerte        | 2010. március 2.  | Digitális letöltés          | Remixek                  | Interscope                               | [ 253 ] |
| Világszerte        | 2010. március 11. | Digitális letöltés          | Többféle                 | Interscope                               | [ g ]   |
| Franciaország      | 2010. március 11. | Digitális letöltés          | Passion Pit remix        | Interscope                               | [ 156 ] |
| Egyesült Királyság | 2010. március 14. | Digitális letöltés          | Alphabeat extended remix | Polydor                                  | [ 154 ] |
| Egyesült Királyság | 2010. március 14. | Digitális letöltés          | DJ Dan vocal club remix  | Polydor                                  | [ 155 ] |
| Egyesült Királyság | 2010. március 15. | 7" kislemez                 | Eredeti                  | Polydor                                  | [ 157 ] |
| Egyesült Királyság | 2010. március 15. | CD                          | Eredeti                  | Polydor                                  | [ 147 ] |
| Németország        | 2010. április 2.  | CD                          | Eredeti                  | Interscope                               | [ 254 ] |
| Egyesült Királyság | 2010. április 2.  | Digitális letöltés          | Eredeti                  | Interscope                               | [ 148 ] |
| Franciaország      | 2010. április 5.  | Digitális letöltés          | Eredeti                  | Interscope                               | [ 255 ] |
| Franciaország      | 2010. április 6.  | CD                          | Eredeti                  | Polydor                                  | [ 256 ] |

## Fordítás
- Ez a szócikk részben vagy egészben  a   Telephone (song) című angol Wikipédia-szócikk fordításán alapul.  Az eredeti cikk szerkesztőit annak laptörténete sorolja fel. Ez a jelzés csupán a megfogalmazás eredetét és a szerzői jogokat jelzi, nem szolgál a cikkben szereplő információk forrásmegjelöléseként.

## Könyvek
- Guinness World Records 2015. Guinness World Records (2014). ISBN 978-1-908843-70-8
- Fielder, Hugh. Lady Gaga: A Monster Romance. Flame Tree Publishing (2012). ISBN 978-0-857752-76-5
- Halberstam, Jack. Gaga Feminism: Sex, Gender, and the End of Normall. Beacon Press (2012). ISBN 978-0-8070-1099-0
- Horn, Katrin. Taking Pop Seriously: Lady Gaga as Camp, Women, Camp, and Popular Culture: Serious Excess. Palgrave Macmillan, 193–252. o. (2017). ISBN 978-3-319-64845-3
- szerk.: Marshall Melanie L.: Lady Gaga and Popular Music: Performing Gender, Fashion, and Culture, Routledge Studies in Popular Music. Routledge (2014). ISBN 978-1-134-07987-2
  - Colton, Lisa. Lady Gaga and Popular Music : Performing Gender, Fashion, and Culture. Routledge, 67–81. o. (2014)
  - Burns, Lori. Lady Gaga and Popular Music : Performing Gender, Fashion, and Culture. Routledge, 117–147. o. (2014)
- James, Robin. (Little) Monsters & Melancholics, Resilience & Melancholy: Pop Music, Feminism, Neoliberalism. John Hunt Publishing, 133–173. o. (2015). ISBN 978-1-782-79461-5
- Rowen, Bess (2014. január 2.). „Gaga Feminism: Sex, Gender, and the End of Normal”. Women & Performance: A Journal of Feminist Theory 24 (1), 117–122. o, Kiadó: Taylor & Francis. DOI:10.1080/0740770X.2014.898424.
- Stasukevich, Iain. 'Telephone' Generates Caged Heat., 12–14. o. (2010. július 1.)
- Vernallis, Carol (2019. december 1.). „Interview with Director Jonas Åkerlund”. Music, Sound, and the Moving Image 13 (2), 231–244. o, Kiadó: Liverpool University Press. DOI:10.3828/msmi.2019.13.
- Williams, Juliet (2014. március 1.). „'Same DNA, but Born this Way': Lady Gaga and the Possibilities of Postessentialist Feminisms”. Journal of Popular Music Studies 26 (1), 28–46. o, Kiadó: Wiley-Blackwell. DOI:10.1111/jpms.12058. (Hozzáférés: 2023. április 15.)
- Yebra, José M. (2018. március 1.). „Camp revamped in pop culture icon Lady Gaga: The case of 'Telephone' and 'Born this Way'”. European Journal of American Culture 37 (1), 39–55. o, Kiadó: University of Zaragoza. DOI:10.1386/ejac.37.1.39_1. (Hozzáférés: 2023. április 15.)

## Külső linkek
- Hivatalos videóklip (cenzúrázatlan változat)
- Hivatalos videóklip (cenzúrázott változat)